# Giuseppe Sacconi
Giuseppe Sacconi (Montalto delle Marche, 5 de juliol de 1854 - Pistoia, 23 de setembre de 1905) va ser un arquitecte italià. Ell és reconegut per haver dissenyat el "Monument a Victor Manuel II" a la ciutat de Roma. El monument va ser construït enmig d'elogis extravagants i una mica de consternació. El també va dissenyar la construcció de la Capella Expiatòria de Monza. Sacconi també es va exercir com a diputat entre 1884 i 1902.